# Die Legende des Kung Fu Kaninchens
Die Legende des Kung Fu Kaninchens (Originaltitel: chinesisch 兔俠傳奇 / 兔侠传奇, Pinyin Tùxiá Chuánqí, Jyutping Tou3hap6 Zyun6kei4, internationaler Titel englisch Legend of a Rabbit) ist ein Abenteuer- und Actionfilm aus dem Jahr 2011 von Regisseur Sun Lijun und der erste computeranimierte Langfilm aus der Volksrepublik China, der auch international vertrieben wurde.

## Handlung
In der chinesischen Provinz übergibt der alte Kung-Fu-Meister Shifu seinem Schüler Jackie einen Brief, den er seiner Tochter Peony bringen soll. Die hat sich vor drei Jahren einem Zirkus angeschlossen, da sie Akrobatin werden wollte, anstatt wie es ihr Vater für sie vorsah, die Kampfkunst zu erlernen.
In dem Brief bittet Shifu seine Tochter, aufgrund seines Alters zu ihm zu kommen, um gemeinsam zu entscheiden, wer seine Tiger-Kampfkunst-Akademie in Zukunft führen solle. Kurz darauf wird der Meister vom bösen Slash und seinen Kämpfern angegriffen. Der hinterlistige und eitle Slash ist ein weißer Bär, der sich Augen und Ohren schwarz angemalt hat, damit er wie ein Pandabär aussieht. Shifu kann die Angreifer abwehren und entkommen, seine Hand wurde jedoch mit einem tödlichen Gift verletzt.
Am nächsten Morgen macht sich der tollpatschige Bäcker Tutu bereit, um seine frisch gebackenen gefüllten Pfannkuchen zum Markt zu bringen. Vor seiner Haustür stolpert er über den am Boden liegenden Shifu und nimmt ihn in seine Wohnung. Der im Sterben liegende Meister überträgt Tutu kurz vor seinem Ableben auf magische Weise seine Kung-Fu-Kräfte und übergibt ihm eine Tafel aus Metall, die er seiner Tochter Peony in der Pekinger Tiger-Kampfkunst-Akademie aushändigen soll.
Auf seinem Weg nach Peking läuft er im Wald zwei Banditen in die Arme, die versuchen, ihn zu überfallen. Zufällig sind hier auch Peony und Jackie unterwegs, welche die Angreifer in die Flucht schlagen und ihn retten. Als Peony ihren Namen nennt, versteht Tutu ihn falsch als Pony und geht weiter seines Weges. Als Tutu in der Akademie ankommt, wird er für die neue Küchenhilfe gehalten. Slash und seine Leute haben inzwischen die Akademie übernommen.
Da die Metalltafel als wichtiges Zeichen des Kung-Fu-Meisters und seiner Ämter gilt, behauptet Slash, der alte Meister habe sie ihm übergeben. Da man Tutu klarmacht, wie gefährlich die neuen Leiter der Akademie sind und er schon durch Fragen nach Peony negativ aufgefallen ist, behält er vorerst seine Rolle als Küchenhilfe.
Als vermehrt Zweifel aufkommen, ob Slash von Meister Shifu als Besitzer der Tafel zum rechtmäßigen Nachfolger bestimmt wurde, erstellt Slash kurzerhand eine neue Tafel, die er bei einem Kung-Fu-Turnier präsentiert. Dort fordert er auch jeden Zweifler auf, sich im Kampf gegen ihn zu beweisen. Eine Schildkröte und zwei Tiger treten gegen ihn an. Nachdem alle gegen Slash verloren haben, scheint er als neuer Kung-Fu-Meister festzustehen. Doch plötzlich erscheint Peony und kurz darauf Tutu, der die echte Tafel des alten Meisters vorzeigt. Tutu kann nun seine ihm übertragenen Kung-Fu-Kräfte abrufen und besiegt damit Slash. Schließlich erfüllt er auch sein Versprechen, das er dem alten Meister gegeben hatte und übergibt seiner Tochter die Tafel.

## Synchronisation
Für Dialogbuch und Dialogregie der deutschen Synchronisation war Tammo Kaulbarsch verantwortlich.
| Rollenname | Figur            | Deutsche Stimme       | Englische Stimme          | Chinesische Stimme        |
| ---------- | ---------------- | --------------------- | ------------------------- | ------------------------- |
| Tutu       | weißes Kaninchen | Tim Knauer            | Jon Heder (als Fu)        | Wei Fan (als Tu)          |
| Peony      | Katze            | Kristina von Weltzien | Rebecca Black (als Penny) | Ni Yan                    |
| Slash      | weißer Bär       | Erik Schäffler        | Michael Clarke Duncan     | Fengyi Zhang              |
| Shifu      | Affe             | Peter Weis            | Tom Arnold (als Sifu)     | Cunxin Pu                 |
| Jackie     | gelber Hase      | Patrick Bach          | Claire Geare (als Biggie) | Yishan Zhang (als Biggie) |
| Küchenchef | Schwein          | Michael Grimm         | n/a                       | Hong Huang                |
| Herzchen   | Unke             | Dagmar Dreke          | n/a                       | n/a                       |
| Schnucki   | Echse            | Hanns Jörg Krumpholz  | n/a (als Bandit)          | Zheng Zu (als Bandit)     |

## Hintergrund
- Der internationale englischsprachige Titel des Films lautet Legend of a Rabbit oder auch Legend of Kung Fu Rabbit.
- Die Produktionskosten wurden auf 120 Millionen CNY geschätzt, was etwa 12 Millionen US-Dollar entsprach.
- Der Film hatte seinen Kinostart in China am 11. Juli 2011. Die Erstausstrahlung im deutschen Fernsehen erfolgte am 5. Juli 2013 auf Super RTL.
- Die FSK gab den Film ohne Altersbeschränkung frei, während die FSF-Prüfer den Film mehrheitlich mit „frei ab 6 Jahren und Ausstrahlung zu allen Sendezeiten“ bewerteten, wobei eine Minderheit der Prüfer den Film sogar mit „frei ab 12 Jahren und Ausstrahlung nach 20 Uhr“ einschätzen wollten.

## Kritiken
„Mit CGI-Effekten aufbereiteter Martial-Arts-Animationsfilm im Stil von "Kung Fu Panda". Die chinesische Erfolgskomödie erschließt sich nur dem, der neben der Action auch ein Höchstmaß an Klamauk verträgt.“

„Das Kung-Fu-Märchen wird langsam erzählt, bietet zahlreiche entlastende Momente bis zum Happy End und hat mit Tutu eine klare und lustige Hauptfigur, die jüngeren Kindern nach mehrheitlicher Auffassung des FSF-Prüfausschusses dabei hilft, auch die Kampfszenen zu verkraften. Die Minderheit votierte für das Hauptabendprogramm [entspricht einer Altersfreigabe ab 12 Jahren], weil ihr die Waffenpräsenz und die Anzahl der Kämpfe für ein kindliches Publikum zu hoch waren.“

## Auszeichnungen
- Chinesischer Huabiao-Filmpreis (中国电影华表奖, englisch China Huabiao Film Awards) für hervorragende Animation.